# Ceylalictus aldabranus
Ceylalictus aldabranus är en biart som först beskrevs av Cockerell 1912.  Ceylalictus aldabranus ingår i släktet Ceylalictus och familjen vägbin. Inga underarter finns listade i Catalogue of Life.